# Hodžići (Republika Serbska)
Hodžići (cyr. Хоџићи) – wieś w Bośni i Hercegowinie, w Republice Serbskiej, w gminie Bileća. W 2013 roku liczyła 77 mieszkańców.